# Buckeye (Virginia Occidental)
Buckeye es un área no incorporada ubicada dentro del Distrito Edray, una división civil menor del condado de Pocahontas (Virginia Occidental), Estados Unidos. Está catalogada como un asentamiento humano por la Junta de Nombres Geográficos de los Estados Unidos.
El número de identificación (ID) asignado por el Servicio Geológico de Estados Unidos es 1554019.

## Geografía
Se encuentra a una altitud de 642 metros sobre el nivel del mar (2106 pies) según el conjunto de datos de elevación nacional.